# Balázs Lajos (néprajzkutató)
Balázs Lajos (Bukarest, 1939. december 22. –) egyetemi docens, erdélyi magyar néprajzkutató. Kutatási területe a négy emberi sorsfordító – születés, párválasztás, nemiség és halál – szokásvilága.

## Élete és munkássága
Szülei csíkkászoni származásúak voltak, az 1930-as években mindketten a fővárosban, Bukarestben dolgoztak cselédként. 1940-ben a család visszatért Székelyföldre, Csíkszentmártonban telepedtek le. 1952-ben kuláklistára kerültek, ami később azzal járt, hogy Lajost kizárták az iskolából, késleltetve nyert felvételt az egyetemre.
Egyetemi oklevelet a Bukaresti Tudományegyetem Bölcsészkarán szerzett 1964-ben. Az egyetemen a népi folklór bűvkörébe került. Professzora, Mihai Pop bevezette a diákköri ülésekre, ahol a magyar folklórról volt lehetősége átfogó képet adni a román diáktársainak. 1976-ban doktori fokozatát is a bukaresti egyetemen szerezte néprajzi témában Mihai Pop professzor irányításával. 
Pályafutását pedig 1965-ben kezdte romántanárként a balánbányai Általános Iskolában, de volt utána igazgató, kultúraszervező, megyei művelődési felügyelő, a csíkszeredai Márton Áron Főgimnázium oktatója, majd 2001-től, a Sapientia EMTE Humántudományok Tanszékének tanszékvezetője, a román-angol szak megalapítója. Tanári pályájával párhuzamosan 1989 decemberéig titokban, azóta szabadon folytat vertikális néprajzi kutatást, különlegessége, hogy elemzéseit egy adott településről készíti. 
Balázs Lajos kutatói egyéniségét legjobban talán éppen saját kutatási területe jellemzi. Monográfiákat írt az általa tudatosan és körültekintően kiválasztott karakteres és reprezentatív székely falu, Csíkszentdomokos születési, házassági, elmúlással és halállal kapcsolatos szokásvilágáról, majd 800 oldalas könyvben foglalta össze nemi kultúráját és erkölcsét. Kutatási módszere az oral history. Mintegy 300 adatközlővel készített beszélgetései alapján fogalmazta meg a kollektív mentalitás univerzális és sajátos vonásait, a józan paraszti logika és életfilozófia létformáit. Évről évre több mint száz tanulmányt közölt a fenti tárgykörök részkérdéseiről, melyekben elmélyíti a szokáskultúra, a szimbolisztika és a rítusok egészen ritka eseteit is. 
A Magyar Tudományos Akadémia külső köztestületi tagja, ugyanakkor a Kriza János Néprajzi Társaság, a Magyar Néprajzi Társaság, az Erdélyi Múzeum-Egyesület életében aktívan bekapcsolódik. Az évek során számos tudományos, szakmai elismerésben, kitüntetésben, díjban részesült. 
Balázs Lajos Amikor az ember nincs es ezen a világon. Paraszti nemi kultúra és nemi erkölcs Csíkszentdomokoson. című könyve Sós Ágnes Szerelempatak című néprajzi dokumentumfilmjének alapjául szolgált. 

## Művei
- (1994): Az én első tisztességes napom. Párválasztás és lakodalom Csíkszentdomokoson. Kriterion Kiadó, Bukarest
- (1995): Menj ki én lelkem a testből. Elmúlás és temetkezés Csíkszentdomokoson. Pallas Akadémia Kiadó, Csíkszereda
- (1999): Csíkszentdomokos. Monográfia. Hargita Kiadó, Csíkszereda
- (1999): Szeretet fogott el a gyermek iránt. A születés szokásvilága Csíkszentdomokoson. Pallas Akadémia Kiadó, Csíkszereda
- (2003): Balázs Lajos: Folclor. Noţiuni generale de folclor şi poetică populară. Egyetemi jegyzet. Scientia Kiadó, Kolozsvár, 170 old.
- (2006) A vágy rítusai – Rítusstratégiák. A születés, házasság, halál szokásvilágának lelki hátteréről. Scientia Kiadó, Kolozsvár
- (2009): Amikor az ember nincs es ezen a világon. Paraszti nemi kultúra és nemi erkölcs Csíkszentdomokoson. Pallas Akadémia Kiadó, Csíkszereda
- (2010): Amikor az ember nincs es ezen a világon. Paraszti nemi kultúra és nemi erkölcs Csíkszentdomokoson. II. bővített kiadás. Pallas Akadémia Kiadó, Csíkszereda
- (2012): Rituális szimbólumok a székely-magyar jelképkultúra világából. Pallas Akadémia Kiadó, Csíkszereda
- (2013): Szeretet fogott el a gyermek iránt. A születés szokásvilága Csíkszentdomokoson. II. bővített kiadás. Pallas Akadémia Kiadó, Csíkszereda
- (2014): Az én első tisztességes napom. Párválasztás és lakodalom Csíkszentdomokoson. II. bővített kiadás, Pallas Akadémia Kiadó, Csíkszereda
- (2015): Menj ki én lelkem a testből. Elmúlás és temetkezés Csíkszentdomokoson. II.bővített kiadás, Pallas Akadémia Kiadó, Csíkszereda
- (2018): Nyergestető. A lelkiismeret ágkeresztes-kopjafás temetője. A nemzeti kegyelet néprajzi földrajza, Gutenberg Kiadó, Csíkszereda
- (2020): Cérna és tű. A paraszti világ szerelmi eposza. Gutenberg Kiadó, Csíkszereda

Könyvei címének mindig a csíkszentdomokosi emberektől kölcsönöz képes beszéddel megfogalmazott kifejezéseket, így a születés témakörének jelzője a "Szeretet fogott el a gyermek iránt". A könyv alapmotívuma a születés szokásvilága, ezen belül foglalkozik a rendellenes születésekkel, a bábaszerepével, névválasztással, kereszteléssel, gyermekbetegségekkel, babonákkal, keresztszülők kiválasztásával, a születés hiedelemvilágával, szülő-gyermek kapcsolatokkal is.
A születés szokáselemei között szerepel a gyermek beavatása a keresztfánál. Ez a rítus Szent István kora előtti időkből való, olyasvalami, ami egyfajta mítoszra vezethető vissza, és ami a kereszténykor előtti idők beavatási rítusait élteti. 
- Születés: Szeretet fogott el a gyermek iránt.
- Párválasztás: Az én első tisztességes napom.
- Nemiség: Amikor az ember nincs es ezen a világon.
- Halál: Menj ki én lelkem a testből.

## Díjak, elismerések
- Kulturális Érdemrend III. fokozat 1975 (Románia kormánya)
- Oklevél I díj 1992 „a XXXIX Országos Néprajzi és Nyelvjárási Gyűjtőpályázaton elért eredményes munkájáért (Néprajzi Múzeum Budapest)
- Díszoklevél, különdíj 1992, Az 1991. évi pályázatra benyújtott pályamunkájáért (Kriza János Néprajzi Társaság)
- II. díj, évi pályázat 1993 (Erdélyi Múzeum Egyesület)
- A MŰVELŐDÉS Emléklapja 1993, „Az erdélyi magyar közművelődés fellendítéséért végzett áldozatos tevékenységéért (A Művelődés c. folyóirat Szerkesztősége, Kolozsvár)
- Emléklap, pályázati I. díj monográfiára 1995 a Menj ki én lelkem a testből c. monográfiáért (Pallas-Akadémia Könyvkiadók)
- Magyar Néprajzi Társaság tiszteleti tagja (MNT, 1996)
- I. díj a III. Országos Kisebbségi (cigány) Néprajzi és Nyelvjárási Gyűjtőpályázaton pályázati munkáért 1999 (Romológiai Kutatóintézet, Szekszárd)
- Ezüstgyopár díj 1999 (Romániai Magyar Pedagógusok Szövetsége)
- A Magyar Kultúra Lovagja 2000, „A néprajztudomány szolgálatáért” (MNT)
- Ortutay-emlékplakett 2000 "A néprajztudományért" (MNT)
- Oklevél 2003, „Kiemelkedő tevékenységéért, amivel hozzájárult a magyar kultúra ápolásához, megmaradásához” (Német Géza Egyesület, Csíkszereda).
- Az Év Oktatója 2005 (Sapientia EMTE)
- Az Erdélyi Múzeum Egyesület tiszteleti tagja 2007 (EME)
- Székelyföld-díj 2007 a Székelyföld című folyóiratban megjelent írásaiért (Székelyföld)
- Csíkszentdomokos díszpolgára 2009 (Csíkszentdomokos Polgármesteri Hivatala)
- Apáczai–díj  2012, az “Amikor az ember nincs és ezen a világon. Paraszti nemi kultúra és nemi erkölcs Csíkszentdomokoson” c. munkájáért.(Romániai Magyar Pedagógusok Szövetsége, Országos Elnökség, Tudományos Tanács)
- Magyar Érdemrend lovagkeresztje 2014. március 7, “Kiemelkedő néprajzkutatói és a népi hagyományok megőrzése érdekében végzett tevékenysége, valamint oktatói munkája elismeréseként” (Magyarország Köztársasági Elnöke)
- tiszteletbeli professzor cím. 2014. október 3, “Kiemelkedő tudományos munkássága és a csíkszeredai humántudományi képzés létrehozásában végzett elkötelezett munkája elismeréseként” (A Sapientia Erdélyi Magyar Tudományegyetem szenátusa)
- Apáczai–díj EZÜST fokozata 2014. október 11, a “Rituális szimbólumok a székely-magyar jelképkultúra világából” c. pályamunkájáért (Romániai Magyar Pedagógusok Szövetsége, Országos Elnökség, Tudományos Tanács)
- Apáczai-díj ARANY fokozat 2016. (Romániai Magyar Pedagógusok Szövetsége, Országos Elnökség, Tudományos Tanács)
- Apáczai-díj GYÉMÁNT fokozat 2018. (Romániai Magyar Pedagógusok Szövetsége, Országos Elnökség, Tudományos Tanács)
- Kájoni János-díj, A Magyar nyelvű tudományművelésben betöltött szerepéért. Hargita Megye Tanácsa, 2018
- Gál Sándor-díj, Kimagasló néprajzkutatói munkássága, következetes népnevelői munkássága, székely közösségünk alázatos szolgálata és szülőföldjén való megtartása terén kifejtett elévülhetetlen érdemeinek elismeréseként. Alcsíki Kistérség Fejlesztési Társulás, Csíkszentmárton 2019. december 12.
- Kallós Zoltán Külhoni Magyarságért Díj, 2020[1]
- PRO CULTURA díj, Nemzeti Kisebbségek Intézete, Bukarest, 2022[2]